# Volkskirche
Mit Volkskirche bezeichnet man heute in der Regel jene Kirchen, zu denen größere Teile eines Volkes gehören. Volkskirchen in diesem Sinne sind in Deutschland die evangelischen Landeskirchen und die römisch-katholische Kirche. Davon zu unterscheiden sind die oft privatrechtlich organisierten Minderheitskirchen. Diese verstehen sich in vielen Fällen als Bekenntniskirchen.

## Zum Begriff
Der Begriff Volkskirche wurde von Friedrich Schleiermacher geprägt und ist im Laufe der Geschichte recht unterschiedlich verstanden worden.
Nicht verwechselt werden darf „Volkskirche“ mit den Bezeichnungen Staatskirche beziehungsweise Landeskirche. Zwar können Volkskirchen auch Staatskirchen sein, es gibt jedoch auch staatsfreie Volkskirchen – so zum Beispiel die katholische und die evangelischen Kirchen in Deutschland. „Volkskirche“ bezieht sich also nicht auf die juristische Bindung der Kirche an den Staat, sondern auf Beziehung der Kirche zur Bevölkerung oder zu Völkern eines Staates.

## Unterschiedliche Interpretationen
Neben der in der Einleitung bereits erwähnten Definition, dass mit Volkskirche jene Kirchen bezeichnet werden, die größere Teile der Bevölkerung repräsentieren, gibt es weitere Interpretationen dieses Begriffes:
- Eine Volkskirche als Gegensatz zur „Winkelkirche“ weiß sich der Gesellschaft, in der sie lebt, besonders verpflichtet. Betont werden bei diesem Ansatz besonders die diakonische, seelsorgerische, soziale, pädagogische und missionarische Arbeit als Angebot für das „ganze Volk“.[1]
- Eine Volkskirche als Missionskirche muss ihrem Verständnis nach nicht Mehrheits- beziehungsweise Massenkirche sein. Sie versteht sich unter Berufung auf Mt 28 „gehet hin zu allen Völkern“ (Mt 28,19 LUT) – unabhängig von ihrer Größe – als zum Volk gesandte Kirche.[2]
- Volkskirche als Gegensatz zur „Pastorenkirche“ betont das Gemeindeprinzip.[3] Gefordert wird hier unter anderem eine Beteiligung des gesamten Kirchenvolkes an den kirchlichen Entscheidungsprozessen, also eine basisdemokratisch verfasste Kirche.[4]
- Volkskirche als Gegensatz zur „Dogmenkirche“ orientiert sich in dem, was sie lehrt und tut, nicht so sehr an ihren dogmatischen Grundlagen und Bekenntnisschriften. Vielmehr hat die Kirche bei diesem Verständnis von Volkskirche den Auftrag, gesellschaftliche Entwicklungen im Bereich von Wissenschaft und Kultur aufzunehmen. Sie ist also nicht mehr Gegenüber des Volkes, sondern dessen integraler Bestandteil.

## Nationalsozialismus und Volkskirche
Im Nationalsozialismus wurde die Bezeichnung Volkskirche zum programmatischen Begriff für eine „germanisierte“ Kirche, die ihre Verbindung zum Judentum verleugnen und eine christlich verbrämte NS-Ideologie zu ihrem Glaubensbekenntnis machen sollte. Zeitweilig wurde daran gedacht, sämtliche Kirchen und Freikirchen unter dem organisatorischen Dach einer solchen Volkskirche zusammenzufassen, mit einem so genannten Reichsbischof an der Spitze. Die Deutschen Christen wurden zu eifrigen Verfechtern dieser Idee, während die Bekennende Kirche sich diesem Vorhaben widersetzte, weil Kirche laut dem Neuen Testament immer Gemeinschaft der Gläubigen und nicht „das Volk“ in diesem Sinne ist.